# Lambertus Neher

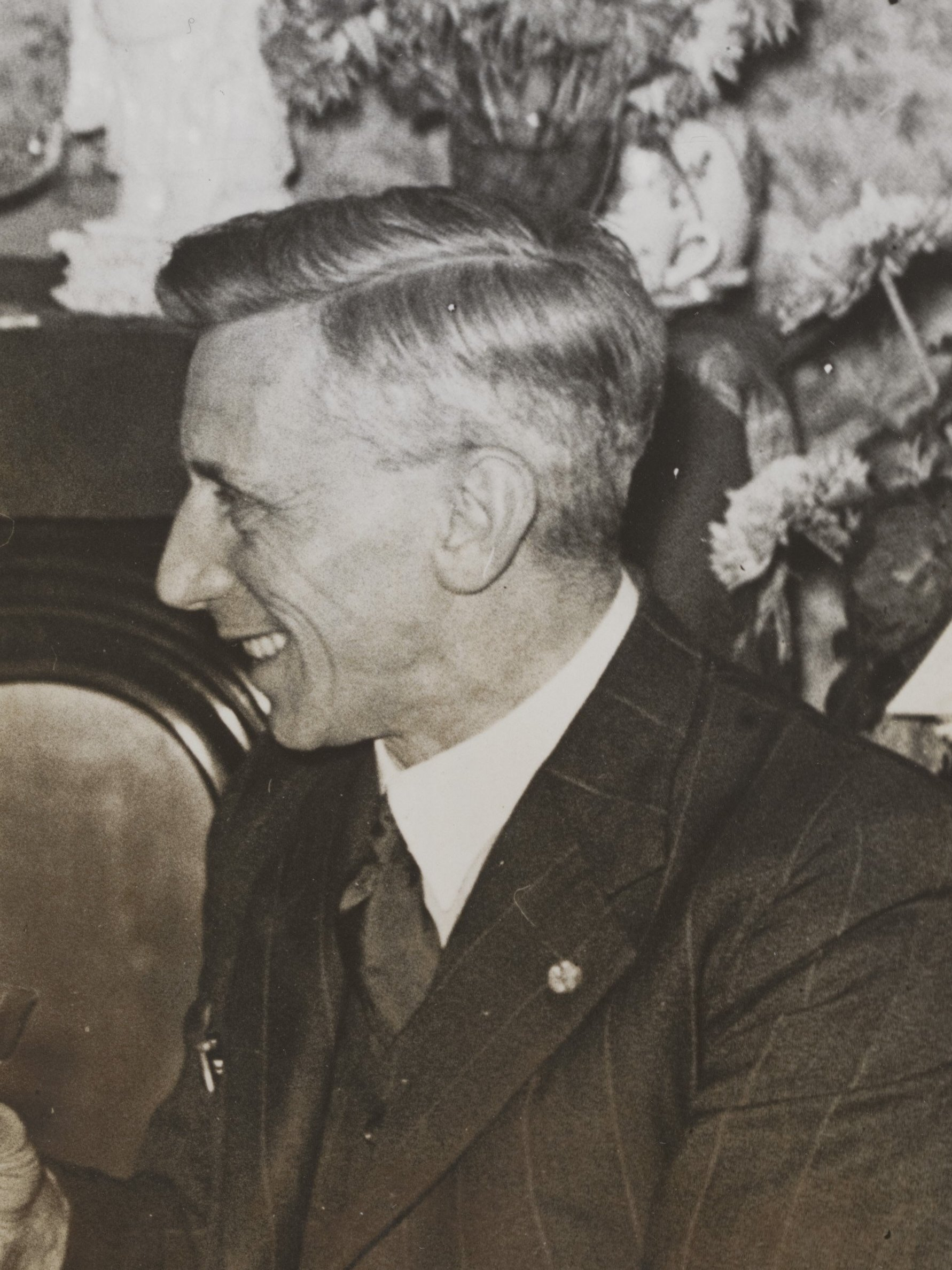
Lambertus Neher (1947)

Lambertus Neher (* 13. September 1889 in Amsterdam; † 22. August 1967 in Voorst, Provinz Gelderland) war ein niederländischer Staatsbeamter, Widerstandskämpfer und Politiker der Partij van de Arbeid (PvdA), der unter anderem im Zweiten Weltkrieg Mitglied des Kollegiums der Vertrauensleute war. Nach Kriegsende war er zwischen 1945 und 1954 mit einer Unterbrechung Generaldirektor des öffentlichen Post- und Telekommunikationsunternehmens PTT sowie zwischenzeitlich von 1947 bis 1948 Minister für Wiederaufbau und Wohnungswesen. Als Delegierter der Obersten Verwaltung spielte er eine Rolle bei der Lösung der Indonesienfrage, wobei er sich in dieser Situation um Niederländisch-Indien oft gegen seine Parteikollegen stellte, weil er eine militärische Intervention befürwortete. 

## Leben
Lambertus Neher, Sohn eines Zimmermanns, arbeitete nach der umfangreicheren Grundschulbildung MULO (Meer Uitgebreid Lager Onderwijs) bei der Reederei Koninklijke West-Indische Maildienst KWIM, die den Liniendienst für Passagiere und Fracht zwischen Amsterdam, später auch Rotterdam, und den niederländischen Besitzungen in den Westindischen Inseln betrieb und vertragsgemäß auch den Postverkehr auf diesen Linien besorgte. Später war er Mitarbeiter der Städtischen Telefongesellschaft von Amsterdam und wechselte später zur Städtischen Telefongesellschaft von Den Haag, deren stellvertretender Direktor er 1930 wurde, ehe er 1930 Direktor dieser Gesellschaft wurde. 1943 wurde er von der deutschen Besatzungsmacht entlassen, weil er sich aktiv an einer Beamtenaktion gegen den Zwangsarbeitseinsatz der Deutschen beteiligt hatte. In der Folgezeit engagierte er sich in der Widerstandsbewegung Ordedienst (OD) und war seit 1943 unter dem Decknamen „Dijkstra“ aktives Mitglied im Nationalkomitee des Widerstands (Nationaal Comité van Verzet), das in der Unterstützung von Widerstandsgruppen tätig war. 1944 wurde er zudem Mitglied der neu gegründeten Groote Advies-Commissie der Illegaliteit, eine Organisation, die mit dem Ziel gegründet wurde, den Widerstand gegen die deutsche Besatzer besser zu koordinieren und dadurch die Wirksamkeit der Illegalität zu verbessern. Er war ferner Mitglied des College van Vertrouwensmannen, ein niederländischer Rat, der im August 1944 vom Kabinett Gerbrandy I eingesetzt wurde und dessen Aufgabe es war, von der Befreiung bis zur Rückkehr der Regierung in den Niederlanden als dessen Vertreter zu fungieren und so die Entstehung eines vorübergehenden Autoritätsvakuums zu verhindern.
Nach Kriegsende wurde Neher, der Mitglied der Arbeiterpartei PvdA (Partij van de Arbeid) war, am 1. November 1945 Nachfolger von Marinus Damme als Generaldirektor des öffentlichen Post- und Telekommunikationsunternehmens PTT (Staatsbedrijf der Posterijen, Telegrafie en Telefonie) und bekleidete diese Funktion bis zum 1. März 1947. Am 3. März 1947 übernahm er im Kabinett Beel I das am 28. Februar 1947 neu eingerichtete Amt als Minister für Wiederaufbau und Wohnungsbau (Minister van Wederopbouw en Volkshuisvesting) und bekleidete dieses formal bis zum 1. März 1948, woraufhin sein Parteifreund Joris in 't Veld zu seinem Nachfolger ernannt wurde. Als Minister für Wiederaufbau und Wohnungsbau war er auch für Belange der PTT zuständig und reichte 1947 einen Gesetzentwurf über die Rechtsstellung des Staatspostamtes ein. Infolgedessen musste die PTT unabhängiger werden und als juristische Person anerkannt werden. Dadurch sollte der Unternehmenscharakter besser betont werden. Der Gesetzentwurf wurde allerdings 1953 zurückgezogen. 1947 brachte er außerdem zusammen mit Ministerpräsident Louis Beel, der zugleich auch Innenminister war, das Wohnungsbaugesetz 1947 (Woonruimtewet) auf den Weg, das den Kommunen im Zusammenhang mit der Wohnungsnot bessere Möglichkeiten zur Wohnraumverteilung einräumte, wobei eine Aufenthaltserlaubnis zwingend vorgeschrieben wurde. 1948 legte er außerdem Gesetzesentwürfe zur Änderung des Wohnungsbaugesetzes und besonderer Bestimmungen zum Wiederaufbau vor. Die Vorschläge wurden allerdings von seinem Nachfolger sechs Monate später zurückgezogen. 

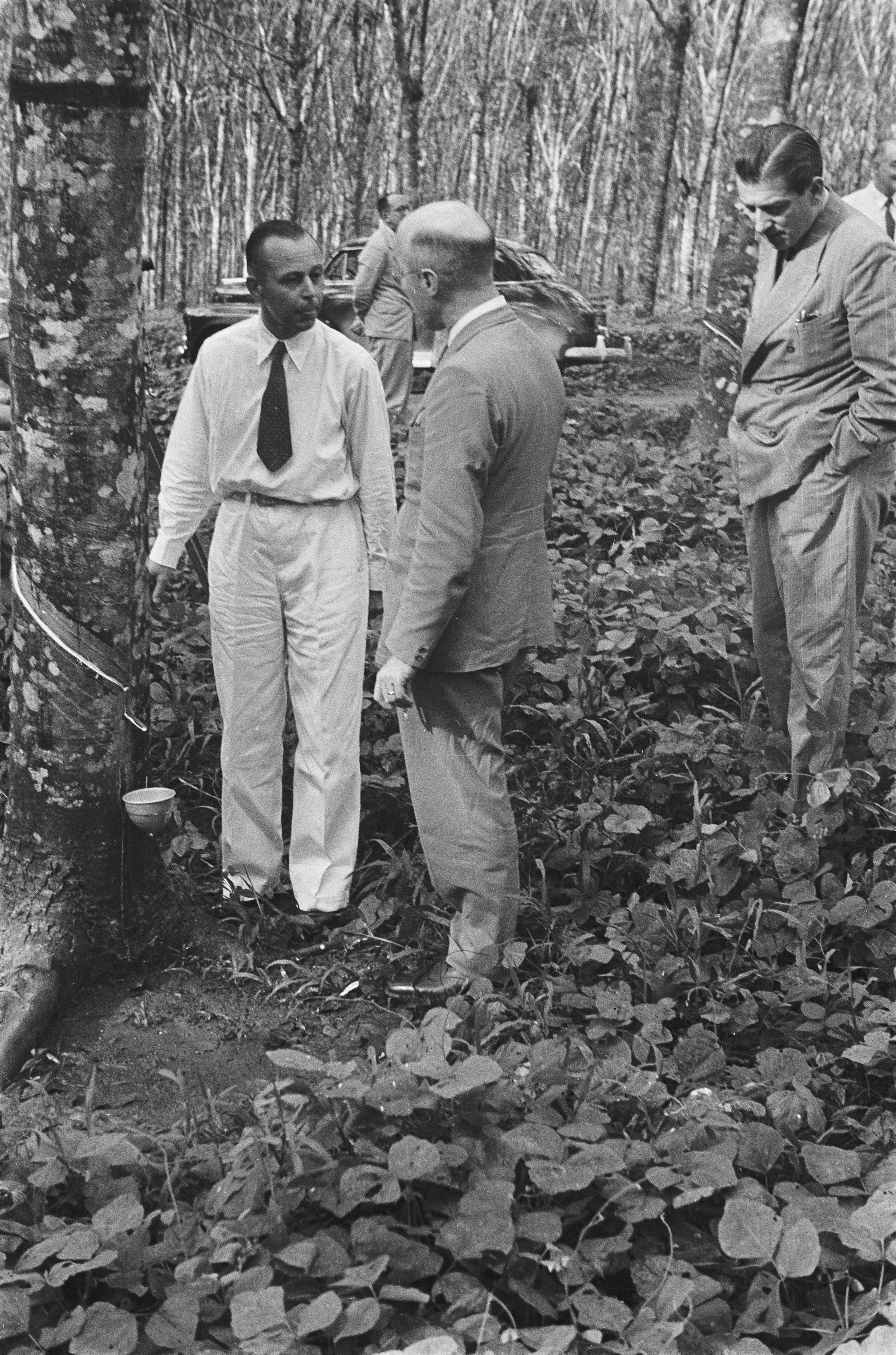
Minister Neher (rechts) und Ministerpräsident Beel (Mitte) bei einem Besuch in Sumatra

Am 1. Dezember 1947 wurde Lambertus Neher Mitglied des niederländischen Verhandlungsausschusses der Kommission für Gute Dienste für Indonesien (Commissie van Goede Diensten voor Indonesië), der er bis zum 1. März 1948 angehörte. Hierzu reiste er am 1. Dezember 1947 nach Niederländisch-Indien ab und blieb dort mit einigen Unterbrechungen bis Oktober 1948, weshalb Verkehrsminister Hein Vos zu dieser Zeit als kommissarischer Minister für Wiederaufbau und Wohnungsbau fungierte. Im Anschluss war er vom 1. März 1948 bis 1. Februar 1949 Delegierter der Obersten Verwaltung in Indonesien, vom 1. März 1948 bis 1. Februar 1949, und zwar zunächst bis zum 1. August 1948 zusammen mit Hendrik Frederik Lodewijk Karel van Vredenburch, dann mit Louis Beel. Bei Entscheidungen über die Politik gegenüber Indonesien stellte er sich fast immer auf die Seite der nicht-sozialistischen Minister und befürwortete ein stärkeres Vorgehen gegen die Republik. Als Delegierter der Obersten Verwaltung spielte er somit eine entscheidende Rolle bei der Lösung der Indonesienfrage, wobei er eine militärische Intervention befürwortete.

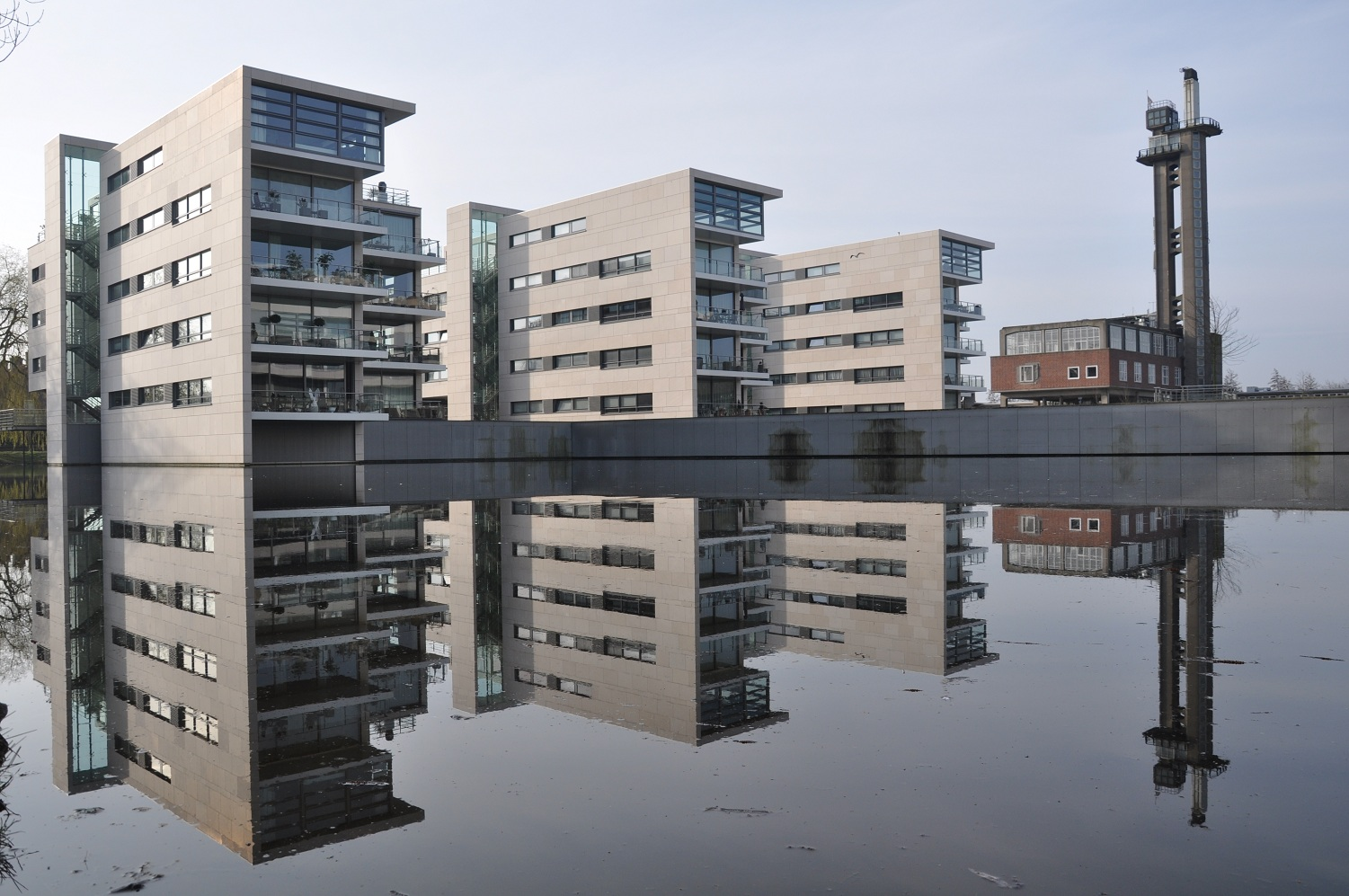
Der Neherpark, eine moderne Wohnanlage, wurde auf dem Gelände des früheren Neher-Laboratoriums errichtet (2011).

Nach Beendigung dieser Tätigkeit wurde Neher am 1. Februar 1949 erneut Generaldirektor der Staatsgesellschaft der PTT und behielt diesen Posten bis 1. Oktober 1954, woraufhin Johannes van der Toorn ihn ablöste. 1949 galt er nach der Absetzung von Willem Visser, der wegen Devisenschmuggels abgesetzt wurde, als möglicher Kandidat für das Amt des Bürgermeisters von Den Haag, wurde jedoch bei der Neubesetzung übergangen, nachdem Louis Feber von Mai bis Dezember 1949 kommissarischer Bürgermeister war und schließlich Frans Schokking zum neuen Bürgermeister ernannt wurde. Am 21. September 1954 verlieh ihm die Technische Hochschule Delft einen Ehrendoktortitel. Nach seinem Tode wurde er auf dem Friedhof Oud Eik en Duinen in Den Haag beigesetzt.
Nach Lambertus Neher war das Neher-Laboratorium benannt, eine ehemalige Forschungseinrichtung der PTT in Leidschendam. Heute befindet sich dort eine moderne Wohnanlage, genannt der Neherpark (Bild).